# Intendant
Als Intendanten oder Intendantin (abgeleitet von lateinisch intendere, „einen Weg einschlagen“) bezeichnet man im deutschsprachigen Raum gesamtverantwortliche Geschäftsführer und künstlerische Leiter eines Festspielhauses, eines Theaters, eines Opernhauses, eines Sinfonieorchesters, eines Festivals oder einer ähnlichen Institution oder das oberste Organ einer öffentlich-rechtlichen Rundfunkanstalt. Ein Theaterproduzent, Theaterleiter, Impresario oder Prinzipal ist dagegen ein selbständiger Unternehmer als Pächter oder Betreiber eines Theaters, Festspiel- oder Opernhauses.

## Geschichte
Ursprünglich war am feudalen Hof ein Intendant der Verwalter des (z. B. königlichen oder fürstlichen) Fundus oder der Kleiderkammer, im Zeitalter des Absolutismus bezeichnete man hiermit den Steuereintreiber. So wurden ab der Regierung Kardinal Richelieus als Premier ministre Frankreichs im 17. Jahrhundert bis zum Ende des Ancien Régime im Jahr 1790 Steuereintreiber (französisch intendants) genannt, um die Staatseinnahmen für das Königreich zu erhöhen.
Im deutschsprachigen Raum wurde der Begriff auf leitende Positionen kunstschaffender Institutionen erweitert, wie Theater und Opernhäuser. Mit dem Reichsfilmintendanten, der künstlerischer Leiter der nationalen Filmwirtschaft war, übertrug man im „Dritten Reich“ den Begriff auf die neuen Medien Film und Rundfunk.

## Aufgaben und Funktionen
Der Intendant verkörpert in der Regel die Verwaltungsspitze seines Hauses und ist somit Dienstvorgesetzter. Gleichzeitig ist er oft selbst künstlerisch-inhaltlich aktiv: Intendanten großer Theater und Opernhäuser arbeiten oft auch als Regisseur oder seltener auch als musikalischer Leiter. Mittlerweile werden die Management-Kompetenzen stärker gewichtet.
Bei den deutschen öffentlich-rechtlichen Rundfunkanstalten wird der Intendant vom Rundfunkrat gewählt und eingesetzt. Er vertritt die Rundfunkanstalt als Geschäftsführer gerichtlich und außergerichtlich.
Im Bereich Bühne wird der Intendant zumeist von den finanzierenden Kommunen oder Bundesländern eingesetzt. Zählt zum Kompetenzbereich des Intendanten neben dem Musiktheater auch Schauspiel und Ballett (Dreispartenhaus), so erhält er den Titel Generalintendant. Besondere große Opernhäuser, welche vom Land finanziert werden, werden von einem Staatsintendanten geleitet. Dieser hat sogar die (zumindest ehrenhalber zugedachte) Supervision für ein ganzes Bundesland.

## Geschlechterverteilung
An deutschen Theatern sind 20 Prozent der Intendanzen von Frauen besetzt (Stand 2018).
In Rundfunk und Fernsehen steigt der Anteil von Frauen in Führungspositionen langsam an und liegt sowohl beim Rundfunk Berlin-Brandenburg als auch bei der Deutschen Welle bei über 50 Prozent. Im Jahr 2022 waren beide Funkanstalten bereits von Intendantinnen geführt worden, während, z. B. beim Hessischen und Saarländischen Rundfunk, diese Posten immer nur durch Männer besetzt wurden.

## Bekannte Beispiele
Die hier aufgeführten Intendanten und Intendantinnen werden in alphabetischer Reihenfolge genannt.

### Theater
Klaus Bachler, Anna Badora, Frank Baumbauer, Karin Beier, Manfred Beilharz, Luc Bondy, Matthias Brenner, Gerhard Brunner, Frank Castorf, Dieter Dorn, August Everding, Brigitte Fassbaender, Gustaf Gründgens, Sven Grunert, Matthias Hartmann, Hansgünther Heyme, Ioan Holender, Kirsten Harms, Andreas Homoki, Kurt Hübner, Peter Jonas, Ulrich Khuon, Rudolf Klausnitzer, Martin Kušej, Shermin Langhoff, Iris Laufenberg, Johannes Lepper, Enrico Lübbe, Claudio Maniscalco, Birgit Meyer, Gerard Mortier, Amelie Niermeyer, Ivan Nagel, Hanns Anselm Perten, Armin Petras, Claus Peymann, Erwin Piscator, Gerd J. Pohl, Albrecht Puhlmann, Oliver Reese, Max Reinhardt, Alfred Reucker, Peter Ruzicka, Janina Szarek, Walter Erich Schäfer, Friedrich Schirmer, Karl M. Sibelius, Johan Simons, Peter Stein, Simone Young, Peter Zadek, Klaus Zehelein, Marie Zimmermann, Lars-Ole Walburg, Wilfried Schulz

### Rundfunkanstalten
Hans Abich (Radio Bremen), Heinrich Adameck (DFF), Gerd Bacher (ORF), Thomas Bellut (ZDF), Erik Bettermann (DW), Hans Bausch (SDR), Kai Gniffke (SWR), Tom Buhrow (WDR), Gerhart Eisler (Rundfunk der DDR), Ernst Elitz (DLR), Hermann Fünfgeld (SDR), Norbert Himmler (ZDF), Karl Holzamer (ZDF), Franz Mai (SR), Peter Limbourg (DW), Rudolf Matter (Schweizer Fernsehen), Friedrich Nowottny (WDR), Monika Piel (WDR), Fritz Pleitgen (WDR), Jobst Plog (NDR), Teddy Podgorski (ORF), Fritz Raff (SR), Dagmar Reim (RBB), Patricia Schlesinger (RBB), Udo Reiter (MDR), Florian Hager (HR), Hubert Rohde (SR), Hansjürgen Rosenbauer (ORB), Markus Schächter (ZDF), Horst Schättle (SFB), Dieter Stolte (ZDF), Peter Voß (SWF, SWR), Katja Wildermuth (BR), Karola Wille (MDR)

### Orchester
Jens Georg Bachmann, Daniel Kühnel, Paul Müller (Münchner Philharmoniker), Peter Ruzicka, Andrea Zietzschmann (Berliner Philharmoniker)

### Festspiele
Werner Auer, Gerhard Brunner, Volker Lechtenbrink, Wulf Leisner, Achim Lenz, Michael Lerchenberg, David Pountney, Heiko Reissig, Wolfgang Wagner, Katharina Wagner, Eva Wagner-Pasquier, Hermann Wedekind, Dieter Wedel